# Edith Evans
Dame Edith Evans (London, 1888. február 8. – Kent, 1976. október 14.) Golden Globe- és BAFTA-díjas angol színésznő.

## Élete és pályafutása
Londonban született, édesapja köztisztviselő volt egy postahivatalban. Evans egy kalapboltban dolgozott, mikor tizenhat évesen belépett egy amatőr színjátszó körbe. William Poet producer fedezte fel, és meghívta saját társulatába. Evans 1912-ben debütált Londonban, mint Cressida a Troilus és Cressidában. Áttörésére 1924-ig várnia kellett. Egy Shakespeare körút és néhány Shaw darab után William Congreve Így él a világ című színművében Millamant szerepével óriási sikert aratott.
Legjobb alakításai közé sorolják a dadus szerepét a Rómeó és Júliában, Aragóniai Katalint a VIII. Henrikből, Gertrudot a Hamletből és Lady Bracknellt Oscar Wilde Bunburyjében. Evans ismert volt arról, hogy visszautasította a neki felkínált főszerepet, ha az nem volt elég kihívásokkal teli, és inkább egy mellékszerepet vállalt el.
Evans 1925-ben férjhez ment George Booth mérnökhöz, akivel tíz évig éltek együtt. Booth azonban elhunyt, és Evans nem házasodott újra. A harmincas években a New York-i Broadwayn is fellépett, nemcsak a londoni West End közönségét szórakoztatta. Filmes karrierjét a negyvenes években indította újra útnak, előtte az 1910-es években némafilmekben szerepelt. 1946-ban VI. György Evanst a Brit Birodalom Rendjének lovagparancsnokává tette meg (DBE) elismerésül színházi tevékenységéért.
Evans még háromszor bújt Lady Bracknell bőrébe, és felbukkant Audrey Hepburn oldalán az Egy apáca történetében, amiért Golden Globe-díjra jelölték. Ezután a Tom Jones filmadaptációban bővítette a stábot Albert Finney és Susannah York főszereplésével. Evanst BAFTA-díjra és Oscar-díjra jelölték, majd egy évre rákontrázott a Chalk Gardennel, amiben Hayley Mills alakította az unokáját.
A nemzetközi ismertséget az 1967-es A suttogók hozta el számára, amiben egy magányos, szegény öregasszonyt formál meg. Evanst Oscarra jelölték legjobb női főszereplő kategóriában, és Golden Globe-bal, BAFTA-díjjal jutalmazták színészi játékát. A Berlini Nemzetközi Filmfesztiválon ő vihette el az év legjobb színésznőjének járó Ezüst Medve díjat. Evans egészen 1976-ig aktív maradt a színészet területén, amíg rövid betegeskedés után el nem hunyt.

## Filmográfia

### Film
| Év   | Cím                                                               | Szerep                         | Magyar hangja                                                                               |
| ---- | ----------------------------------------------------------------- | ------------------------------ | ------------------------------------------------------------------------------------------- |
| 1915 | Honeymoon for Three                                               | ?                              |                                                                                             |
| 1915 | A Welsh Singer                                                    | Mrs. Pomfrey                   |                                                                                             |
| 1916 | East Is East                                                      | nagynéni                       |                                                                                             |
| 1947 | The Old Ladies                                                    | Agatha Payne                   |                                                                                             |
| 1949 | The Importance of Being Earnest                                   | Lady Bracknell                 |                                                                                             |
| 1949 | The Queen of Spades                                               | Ranyevszkaja grófné            |                                                                                             |
| 1949 | The Last Days of Dolwyn                                           | Merri                          |                                                                                             |
| 1952 | Bunbury The Importance of Being Earnest                           | Lady Bracknell                 | Halász Aranka                                                                               |
| 1955 | ITV Opening Night at the Guildhall                                | Lady Bracknell                 |                                                                                             |
| 1959 | Dühöngő ifjúság Look Back in Anger                                | Mrs. Tanner                    | 1. magyar változat: Gobbi Hilda 2. magyar változat: Mednyánszky Ági                         |
| 1959 | Egy apáca története The Nun's Story                               | Emmanuel tisztelendő anya      | Győry Ilona                                                                                 |
| 1961 | Time Remembered                                                   | Pont-au-Bronc hercegnője       |                                                                                             |
| 1963 | Tom Jones                                                         | Miss Western                   | 1. magyar változat: n.a 2. magyar változat: Simor Erzsi 3. magyar változat: Mednyánszky Ági |
| 1964 | The Chalk Garden                                                  | Mrs. St. Maugham               |                                                                                             |
| 1965 | A fiatal Cassidy Young Cassidy                                    | Lady Gregory                   | n.a                                                                                         |
| 1967 | A suttogók The Whisperer                                          | Mrs. Ross                      | n.a                                                                                         |
| 1967 | Fitzwilly                                                         | Miss Victoria Woodworth        | Menszátor Magdolna                                                                          |
| 1968 | Prudence and the Pill                                             | Lady Roberta Bates             |                                                                                             |
| 1969 | Crooks and Coronets                                               | Lady Sophie Fitzmore           |                                                                                             |
| 1969 | The Madwoman of Chaillot                                          | Josephine                      |                                                                                             |
| 1969 | Red Peppers                                                       | Mabel Grace                    |                                                                                             |
| 1970 | David Copperfield                                                 | Betsey néni                    |                                                                                             |
| 1970 | Scrooge                                                           | a múlt karácsonyának szelleme  | 1. magyar változat: Pásztor Erzsébet 2. magyar változat: Menszátor Magdolna                 |
| 1973 | Babaház A Doll's House                                            | Anne-Marie                     | n.a                                                                                         |
| 1973 | Upon This Rock                                                    | Krisztina svéd királynő hangja |                                                                                             |
| 1973 | El caballo torero                                                 | ?                              |                                                                                             |
| 1974 | Craze                                                             | Louise Nash                    |                                                                                             |
| 1976 | Papucs és rózsa The Slipper and the Rose: The Story of Cinderella | özvegy királyné                | 1. magyar változat: n.a 2. magyar változat: Pásztor Erzsébet                                |
| 1977 | Apácák a pácban Nasty Habits                                      | Hildegarde                     | n.a                                                                                         |

### Televízió
| Év        | Cím                            | Szerep                                                             |
| --------- | ------------------------------ | ------------------------------------------------------------------ |
| 1955–1956 | ITV Television Playhouse       | 1955: Mrs. Smith (egy epizód) 1956: Mrs. Agatha Payne (egy epizód) |
| 1958      | Television World Theatre       | Rosmarin Ostenburgh nagyhercegnő (egy epizód)                      |
| 1959      | BBC Sunday-Night Theatre       | Helen Lancaster (egy epizód)                                       |
| 1960      | Startime                       | Lady Bracknell (egy epizód)                                        |
| 1960      | ITV Play of the Week           | Judith Bliss (egy epizód)                                          |
| 1966      | Preview Tonight                | Iris Milbanks (egy epizód)                                         |
| 1967      | Before the Fringe              | ?                                                                  |
| 1968      | The Gambler                    | nagymama                                                           |
| 1973      | ITV Saturday Night Theatre     | Dame Maud Gosport (egy epizód)                                     |
| 1974      | A királynő törvényszéke QB VII | Dr. Parmentier (egy epizód)                                        |

## Szerepei a Broadwayen
forrás:
- 1931: The Lady with a Lamp
- 1933: Evensong
- 1933: Tattle Tales
- 1934-35: Rómeó és Júlia
- 1950: Daphne Laureola

## Díjak és jelölések
| Év   | Cím                                         | Díj                                                                                   | Eredmény |
| ---- | ------------------------------------------- | ------------------------------------------------------------------------------------- | -------- |
| 1949 | The Last Days of Dolwyn The Queen of Spades | New York-i Filmkritikusok Egyesülete: legjobb női főszereplő                          | Jelölve  |
| 1959 | Egy apáca története                         | National Board of Review: legjobb női mellékszereplő                                  | Elnyerte |
| 1960 | Egy apáca története                         | Golden Globe-díj a legjobb női mellékszereplőnek                                      | Jelölve  |
| 1964 | Tom Jones                                   | BAFTA-díj a legjobb brit színésznőnek                                                 | Jelölve  |
| 1964 | Tom Jones                                   | Oscar-díj a legjobb női mellékszereplőnek                                             | Jelölve  |
| 1964 | The Chalk Garden                            | National Board of Review: legjobb női mellékszereplő                                  | Elnyerte |
| 1965 | The Chalk Garden                            | BAFTA-díj a legjobb brit színésznőnek                                                 | Jelölve  |
| 1965 | The Chalk Garden                            | Oscar-díj a legjobb női mellékszereplőnek                                             | Jelölve  |
| 1967 | A suttogók                                  | Berlini Nemzetközi Filmfesztivál: Ezüst Medve díj a legjobb színésznőnek              | Elnyerte |
| 1967 | A suttogók                                  | National Board of Review: legjobb női főszereplő                                      | Elnyerte |
| 1967 | A suttogók                                  | New York-i Filmkritikusok Egyesülete: legjobb női főszereplő                          | Elnyerte |
| 1968 | A suttogók                                  | Golden Globe-díj a legjobb női főszereplőnek – filmdráma                              | Elnyerte |
| 1968 | A suttogók                                  | BAFTA-díj a legjobb brit színésznőnek                                                 | Elnyerte |
| 1968 | A suttogók                                  | Amerikai Filmkritikusok Nemzeti Egyesülete: legjobb színésznő                         | Jelölve  |
| 1968 | A suttogók                                  | Oscar-díj a legjobb női főszereplőnek                                                 | Jelölve  |
| 1970 | David Copperfield                           | Primetime Emmy-díj a legjobb női főszereplőnek (televíziós minisorozat vagy tévéfilm) | Jelölve  |